# Henry Büttner
Henry Büttner (* 12. November 1928 in Wittgensdorf) ist ein deutscher Karikaturist.

## Leben und Werk
Büttner arbeitete nach einer Ausbildung zum Plakatmaler und Schaufenstergestalter von 1946 bis 1959 in einem Chemnitzer Warenhaus als Dekorateur und zeitweilig als Theatermaler. Er wurde dann besonders durch seine Arbeiten für die Zeitschrift „Eulenspiegel“ in der DDR populär. 1954 erschien in der Silvesternummer des „Eulenspiegels“ die erste gedruckte Karikatur von ihm. Zwischen 1958 und Mitte der 1990er Jahre arbeitete er als freischaffender Karikaturist und Pressezeichner. 1979 erhielt er den Kunstpreis des Rates des Bezirks Karl-Marx-Stadt. Er war bis 1990 Mitglied des Verbands Bildender Künstler der DDR. 
Nach der deutschen Wiedervereinigung arbeitete er für Hörzu. Im Juli 2022 schenkte er der Staatlichen Bücher- und Kupferstichsammlung in Greiz 1.618 Originalzeichnungen, die während eines Schaffenszeitraums von fünfzig Jahren entstanden sind.
Büttner schuf nach eigenen Angaben gut 21.000 Zeichnungen.

## Stil
Die Karikaturen Büttners sind äußert schlicht gehalten, auf die Kernaussagen reduziert. Der Federstrich besteht aus Linien und Strichen, beinahe skizzenhaft. Der künstlerische Wert der Darstellungen ergibt sich aus ihrer zwischenmenschlichen Aussagekraft, die mit minimalem zeichnerischen Aufwand erreicht wird. Meist karikierte Büttner den kleinbürgerlichen, übervorsichtig-misstrauischen oder sonderbar umständlichen Zeitgenossen. Bis auf wenige Ausnahmen – wozu vor allem Zeichnungen zu biblischen Themen zählen – sind häuslich-private Szenen des menschlichen Zusammenlebens dargestellt, die jedoch satirische Anspielungen auf gesellschaftliche Zusammenhänge enthalten können. Heinz Knobloch meinte, dass man sich an Büttners Zeichnungen halten möge, wenn man im nächsten Jahrhundert Auskunft über das unsere zu erhalten wünscht. Sein Anliegen sei nach eigener Aussage nie Lustigkeit, sondern Nachdenklichkeit gewesen.

## Privates
Henry Büttner lebt sehr zurückgezogen in Chemnitz-Wittgensdorf, ist verheiratet und hat eine Tochter.
Eine der wenigen bekannten Tatsachen ist seine Wertschätzung für Schopenhauers Philosophie. Seit Mitte der 1990er Jahre zeichnet Büttner nicht mehr. Der Chefredakteur des Eulenspiegels habe ihm damals mitgeteilt, dass seine Karikaturen nicht mehr zeitgemäß seien.
Dass er sich als Person aus der Öffentlichkeit heraushielt, veranlasste die Verleger im Vorwort von Gesellschaftsspiele (1980) zu der Mutmaßung, dass es Henry Büttner möglicherweise gar nicht gebe, dies nur ein Künstlername sei oder sich hinter Henry Büttner eine Genossenschaft mit staatlicher Beteiligung zur Befriedigung des Inlandbedarfs an Humor verberge. Oder ein Karikaturencomputer, der von irgendwelchen nicht näher zu bestimmenden Institutionen zur Herstellung eines gesellschaftlich-moralischen Gleichgewichts programmiert wird. Damit entlarvt sich das Vorwort selbst als eine Satire auf die damals allumfassende Zentralplanwirtschaft und jenes unzureichend ausgeprägte Verständnis für Privatsphäre.
Eine Auszeichnung mit dem Deutschen Karikaturenpreis für sein Lebenswerk lehnte Henry Büttner 2015 ab mit der Begründung, dass sich mit Auszeichnungen immer nur der Preisverteiler ehren wolle und er bereits alles habe.

## Werke (Auswahl)

### Eigenpublikationen
- Humor aus linker Hand. 1958
- Scherzo curioso. 1965
- Der Mann mit dem runden Hut. 1973
- Bravo, da capo. Verlag Neue Musik. Berlin 1978
- Mahlzeit! Eulenspiegel Verlag. Berlin 1979
- Gesellschaftsspiele. Eulenspiegel Verlag. Berlin 1980
- Unsere Menschen in Protzendorf. Eulenspiegel Verlag. Berlin 1981
- Capriccio curioso. Verlag Neue Musik. Berlin 1983
- Oma, Opa, Onkel, Tante, Mama, Papa, Katze, Hund und andere nützliche Leute, 1984
- Unsere Hausherren von morgen. Eulenspiegel Verlag. Berlin 1985
- Das gute Beispiel. Berlin 1988
- Immer Feste feiern. Berlin 1989
- Krampflos in die nächste Runde. Berlin 1990
- Das dicke Büttner-Buch. Berlin 1995
- Männer sind auch Menschen. Eulenspiegel Verlag. Berlin 2001

### Buchillustrationen
- Heinz Knobloch. Pardon für Bütten. Eulenspiegel Verlag. Berlin 1965
- Marsch ins Bett. Ein Ratgeber für gesunde Lebensweise und andere Krankheiten nebst alten Hausregeln und neuen Faustregeln. Hrsg. von Heinz Seydel. Mit Beiträgen von Abraham a Santa Clara u. a. Eulenspiegel Verlag. Berlin 1966
- Wolfgang Schwabe. Diener am Wort: Von Jesu Zeiten bis heute. Evangelische Verlags Anstalt. Berlin 1973
- Klaus-Peter Hertzsch. Wie schön war die Stadt Ninive: Biblische Balladen zum Vorlesen. Union Verlag. Berlin 1967
- Gerlinde und Hans-Georg Mehlhorn. Heureka: Methoden des Erfindens. Verlag Neues Leben. Berlin 1981
- Hans-Peter Müller. Von Stimmenglanz und Spitzentanz – Anekdoten und Episoden aus Oper, Operette, Musical, Ballett. Mit 50 Illustrationen von Henry Büttner, 1983
- Martin Luther. Tischreden. Ausgewählt und bearbeitet von Jürgen Henkys. Union Verlag. Berlin 1983
- Hansgeorg Stengel. Patente + Talente. Verlag Tribüne. Berlin 1986
- Lebenserfahrungen, Glaubensentdeckungen : ältere Menschen begegnen der Bibel. Hrsg. von Johannes Kuhn. Verlag Katholisches Bibelwerk. Stuttgart 1990
- Hans-Jürgen Uchdorf. Der Blitzableiter am Klavier: Erlebnisse eines Konzertstimmers mit Stars, Sternchen und Statisten. Mit 21 Karikaturen von Heinz Jankofsky und Henry Büttner. Florian Noetzel. Wilhelmshaven 2008
- Charlotte Förster & Justus Loring. Der moderne Spießer. Tropen Verlag. Stuttgart 2014
- Wolfgang Hübner. Mosekunds Merkzeugkasten. Eulenspiegel-Verlag. Berlin 2015
- Freue dich, Christkind kommt bald!: humorvolle Weihnachtsgeschichten. Zusammenstellung: Volker Bauch. Benno Verlag. Leipzig 2016
- Goldene Liebe rostet nicht: heitere Geschichten und Gedanken zur goldenen Hochzeit. Benno Verlag. Leipzig 2016

## Ausstellungen (unvollständig)
- 1967 bis 1988: Dresden, VI. Deutsche Kunstausstellung bis X. Kunstausstellung der DDR
- 1974, 1979 und 1985: Karl-Marx-Stadt, Bezirkskunstausstellungen
- 1974: Dresden, Kupferstichkabinett („Zeichnungen in der Kunst der DDR“)
- 1977: Leipzig, Messehaus am Markt („Kunst und Sport“)
- 1979: Berlin, Ausstellungszentrum am Fernsehturm („Buchillustrationen in der DDR. 1949 – 1979“)
- 1981: Dresden, Ausstellungszentrum am Fučík-Platz („25 Jahre NVA“)
- 1983: Leipzig, Informationszentrum am Sachsenplatz (Ausstellung der Sektion Karikatur und Pressezeichnung DDR-Süd im VBK)
- 1985: Erfurt, Gelände der Internationalen Gartenbauausstellung („Künstler im Bündnis“)
- 1986: Greiz, Sommerpalais der Staatlichen Museen („Satiricum“)
- 2023: Greiz, Sommerpalais der Staatlichen Museen („Satiricum“) (Ausstellung: „Eigene Auswahl“ – Großmeister der DDR-Karikatur: Henry Büttner im Satiricum Greiz (Memento vom 17. Juni 2023 im Internet Archive))[5]